# Qujing
Qujing (chiń. 曲靖; pinyin Qǔjìng) – miasto o statusie prefektury miejskiej w południowych Chinach, w prowincji Junnan. W 2010 roku liczba mieszkańców miasta wynosiła 151 663. Prefektura miejska w 1999 roku liczyła 5 351 951 mieszkańców.